# チェーホフの銃
チェーホフの銃（チェーホフのじゅう、英語: Chekhov's gun）とは、小説や劇作におけるテクニック・ルールの1つ。

## 概要
ストーリーの早い段階で物語に導入された要素について、後段になってからその意味なり重要性を明らかにする文学の技法。この概念は、ロシアの劇作家アントン・チェーホフに由来している。チェーホフはこの概念を様々な形に展開して、手紙の中で言及していた。
チェーホフの銃は、伏線の手法のひとつと解釈されるが、この概念は「ストーリーには無用の要素を盛り込んではいけない」という意味であるとも解釈できる。チェーホフの銃のルールを守らない作品は、プロットの穴を論じる際に批評家に引用されることになりかねない。

## ドラマの原理についてのチェーホフの言葉
チェーホフの銃という表現は、ストーリーに持ち込まれたものは、すべて後段の展開の中で使わなければならず、そうならないものはそもそも取り上げてはならないのだ、と論じた、アントン・チェーホフ本人の言葉に由来している。
- 「誰も発砲することを考えもしないのであれば、弾を装填したライフルを舞台上に置いてはいけない。」アレクサンドル・セメノビッチ・ラザレフ(Aleksandr Semenovich Lazarev)（A・S・グルジンスキ(A. S. Gruzinsky)の変名）に宛てたチェーホフの手紙、1889年11月1日。
- 「もし、第1幕から壁に拳銃をかけておくのなら、第2幕にはそれが発砲されるべきである。そうでないなら、そこに置いてはいけない。」1904年に『演劇と芸術』誌に掲載されたイリヤ・グリヤンドの「チェーホフの思い出」[注 2]。
- 「もし第1章で、壁にライフルが掛けてあると述べたなら、第2章か第3章で、それは必ず発砲されなければならない。もし、それが発砲されることがないなら、そのライフルはそこに掛けられるべきではない。」S・シチューキン『回顧録』(1911年)

## 指示の反復
チェーホフの銃の最も初期の形態は「指示の反復」であった。これは『千夜一夜物語（アラビアンナイト）』に遡る伏線の技法で、最初に登場した際には大きな意味を持たないように思われた人物やモノが、後に再び、物語に突然侵入するように登場する、というものである。
典型的な例は、『千夜一夜物語』で語られる殺人ミステリである「三つの林檎」の話にある。ストーリーの最初で、チグリス川から厳重に鍵がかけられた重く大きな箱を見つけた漁師が、それをアッバース朝のカリフ、ハールーン・アッ＝ラシードに売り渡し、カリフはその箱を壊して開けさせる。そこで話はしばらく、箱の中に何重にも重ねられていたショールやカーペットの描写になるが、やがて若い女性の切り刻まれた死体が、箱の一番底に隠されていたことが露見する。カリフは、ワズィール（大臣）ジャアファル・イブン＝ヤフヤーに命じて、この犯罪を捜査させる。話の最初に描写されたショールやカーペットは、最初は何の意味も持たないが、老若2人の男が、話の中段で犯人であると名乗り出ると意味をもってくる。2人は互いに嘘つきと罵り合い、それぞれ自分が真犯人だと述べる。このやりとりは、若い方の男が、女性の死体が発見された箱に入っていたものを、何重にもなったショールやカーペットを含め、正確に言ってみせ、自分が殺人者であることを証明するところまで続けられる。犯人の男は、なぜ殺人を犯したのか、ストーリーの冒頭で述べられた死体の発見に至るまでの出来事を、フラッシュバック（回想）として語る。